# Massimiliano Papis
Massimiliano Cesare Antonio "Max" Papis (Como, 3 de outubro de 1969) é um ex-automobilista italiano de Fórmula 1 e Champ Car. 

## Fórmula 3000
Disputou os campeonatos de 1993 (pela Vortex Motorsport) e 1994 (equipe Mythos Racing), terminando em 10º e 6º respetivamente. Venceu o GP da Catalunha de 1994.

## Fórmula 1

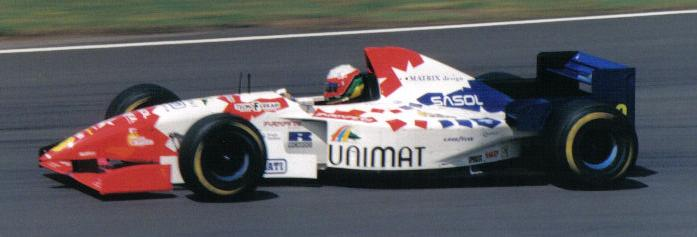
Massimiliano Papis na Fórmula 1 em 1995.

Atuou em sete corridas pela equipe Footwork (mais tarde, Arrows) em 1995 e não conquistou pontos.

## Champ Car
Entrou na CART em 1996 substituindo Jeff Krosnoff morto na corrida de Toronto, quase ganhou a US 500 de 1999 quando ficou sem combustível na última volta. Ao todo, ganhou 3 corridas na categoria e seu melhor resultado foi o quinto lugar na temporada de 1999. Competiu regularmente até 2003.
Correu para Roger Penske, Andretti-Green Racing e Panther Racing entre 2001 e 2009.
Em 2016, Papis foi contratado pela IndyCar como fiscal , juntando-se a Arie Luyendyk e Dan Davis.

## NASCAR

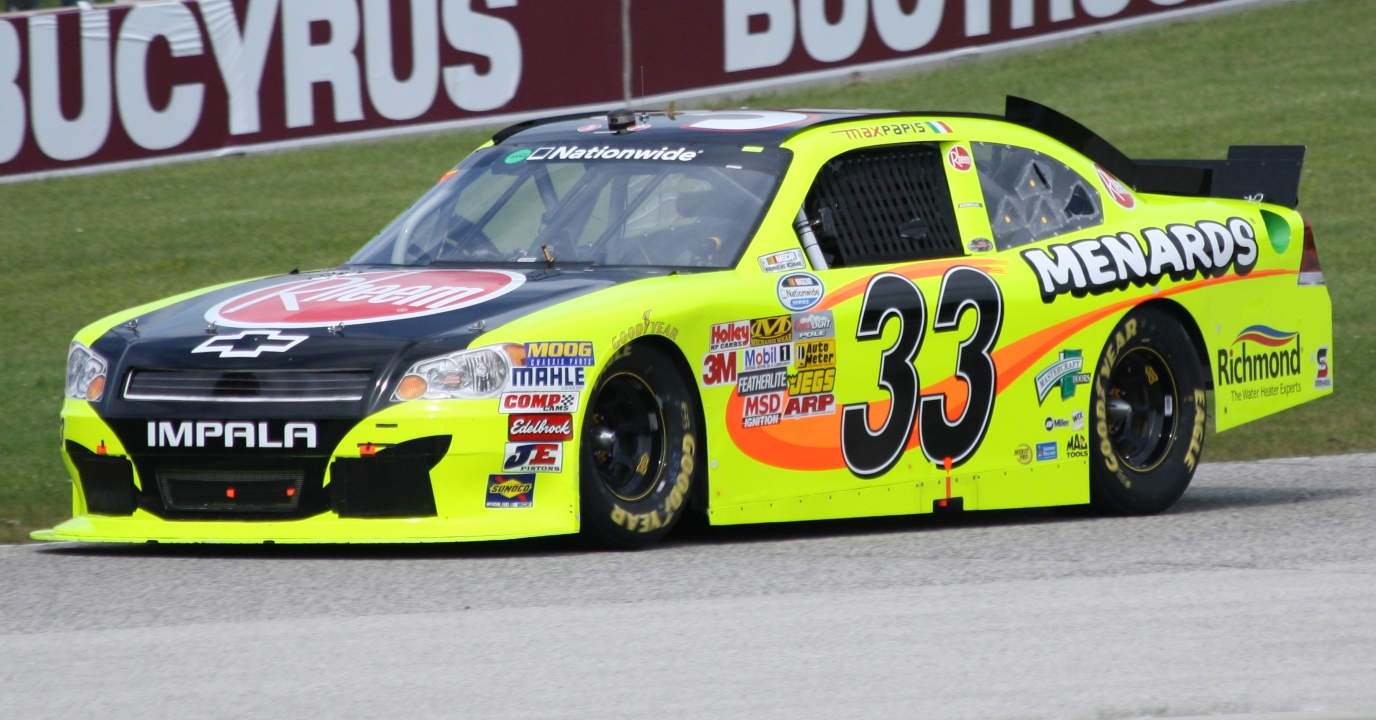
Carro de Massimiliano Papis na NASCAR Nationwide Series em 2011.

Competiu na NASCAR de 2006 até 2013 (categorias Busch Series, Sprint Cup, Nationwide Series e Camping World Truck Series). Na Sprint Cup, pilotou para as equipes Furniture Row Racing (2006), Haas CNC Racing (2008), Germain Racing (2008-2010), Stewart-Haas Racing (2013). Na Nationwide Series andou por McGill Motorsports (2016), Phoenix Racing (2007 e 2009), Rusty Wallace Racing (2008), Kevin Harvick Inc (2010 e 2011) e Richard Childress Racing (2012 e 2013). Na Camping World Truck Series competiu pelas equipes SS-Green Light Racing (2008), Germain Racing (2009-2011) e NTS Motorsports (2013).

## Mad Max
Papis ganhou o apelido "Mad Max" em 1996 na 24 Horas de Daytona durante o último stint da corrida. Mesmo estando em segund lugar com a sua Ferrari 333SP avariada por colisões, partes da carenagem colada com fita, Papis retomou uma volta ao ultrapassar o líder da prova (Wayne Taylor, pilotando Oldsmobile pela equipe Doyle Racing Riley & Scott) e fazendo algumas das voltas mais rápidas de toda a corrida. Taylor estava cuidando do carro pela pista devido a um problema de superaquecimento e seria uma vitória fácil, porém o ritmo de Papis iria teoricamente alcançar o Oldsmobile e tomar a vitória. O ritmo de Papis foi atingido ao custo do consumo máximo de combustível e mesmo tendo  andado no pit lane em máxima velocidade para reabastecimento (velocidade limite no pit lane foi imposta a partir de 1997), Taylor venceu com 64 segundos no final da prova.

## Vida Pessoal
É casado com Tatiana Fittipaldi filha do ex-piloto Emerson Fittipaldi e com ela teve os filhos Marco e Matteo.